# Kalkreiche Niedermoorwiese am Ostufer des Dobersdorfer Sees
Kalkreiche Niedermoorwiese am Ostufer des Dobersdorfer Sees este o arie protejată (arie specială de conservare — SAC, sit de importanță comunitară — SCI) din Germania întinsă pe o suprafață de 26 ha, integral pe uscat.

## Localizare
Centrul sitului Kalkreiche Niedermoorwiese am Ostufer des Dobersdorfer Sees este situat la coordonatele 54°18′49″N 10°19′32″E / 54.3136°N 10.3256°E.

## Înființare
Situl Kalkreiche Niedermoorwiese am Ostufer des Dobersdorfer Sees a fost declarat sit de importanță comunitară în septembrie 2004 pentru a proteja 1 specie de plante și 1 specie de animale. Situl a fost protejat și ca arie specială de conservare în ianuarie 2010.

## Biodiversitate
Situată în ecoregiunea continentală, aria protejată conține 2 habitate naturale: Lacuri eutrofice naturale cu vegetație de tip Magnopotamion sau Hydrocharition, Mlaștini alcaline.
La baza desemnării sitului se află mai multe specii protejate:
- plante (1): Hamatocaulis vernicosus
- nevertebrate (1): Vertigo moulinsiana